# Esquire (Titel)
Der Titel Esquire (BE: [ɪˈskwaɪə], AE: [ˈɛskwaɪɹ, ɪˈskwaɪɹ]) ist eine englische Standesauszeichnung und davon abgeleitet ein im englischen Sprachraum verwendeter Höflichkeitstitel.

## Etymologie
Das mittelenglische Wort esquire leitet sich vom altfranzösischen esquier ab und dieses vom vulgärlateinischen scutarius („Schild-Träger“, von scutum „Schild“), altenglisch scutifer. Die Entsprechung im klassischen Latein ist armiger („Waffen-(Wappen-)Träger“).

## England, Vereinigtes Königreich und Commonwealth
Esquire (kurz auch squire) bezeichnete ursprünglich im mittelalterlichen England den Schildknappen, also den Lehrling und Assistenten des mittelalterlichen Ritters. Entsprechend handelt es sich beim Esquire-Titel nicht um einen Adelstitel, sondern um den Ehrentitel eines möglichen Anwärters auf eine Ritterwürde; daher erlischt der Esquire-Titel, wenn bzw. falls dessen Inhaber zum Ritter geschlagen wird – ganz im Gegensatz zu Ritterwürden, die als nachrangiger Titel auch erhalten bleiben, falls dem Ritter ein höherrangiger Adelstitel verliehen wird.
Schon ab 1245 wurde der Begriff auch als Standesauszeichnung auf ritterbürtige oder anderweitig wappenführende männliche Personen ausgedehnt, die keine Ritterwürde oder höhere Adelstitel innehatten (siehe Edelknechte/Wappner).
Innerhalb der Protokollarischen Rangordnung des Vereinigten Königreichs steht der Esquire im Rang unter dem eines Knights und über dem eines Gentleman.
Es wird formell unterschieden, ob der Esquire-Titel aus eigenem Recht (by right) oder lediglich aus Höflichkeit (by courtesy) geführt wird.
Aus eigenem Recht steht der Titel folgenden männlichen Personen zu:
- Allen Söhnen von Peers.[6]
- Ältesten Söhnen von Söhnen von Peers, sowie deren ältesten Söhnen und wiederum deren ältesten Söhnen etc.
- Ältesten Söhnen von Knights, sowie deren ältesten Söhnen und wiederum deren ältesten Söhnen etc.
- Allen Söhnen von Baronets.
- Innerhalb einiger britischer Ritterorden können nach strengen Regeln Esquires ernannt werden.
- „Esquires by prescription“, z. B. Lords of the Manor, Lairds, Clan Chiefs und alle Inhaber persönlicher Lehen.
- „Esquires by patent“, gemäß königlicher Verleihungsurkunde, und deren ältesten Söhnen, sowie wiederum deren ältesten Söhnen etc.
- „Esquires by office“, kraft Amt als Justices of Peace (für die Dauer der Amtszeit), Mayors eines Ortes (für die Dauer der Amtszeit) und Sheriffs von Countys (auf Lebenszeit).
- Inhaber von Diensträngen, deren Beförderung vom Monarchen unterzeichnet wurde und die in diesen mit dem Namenszusatz „Esquire“ benannt werden, behalten diesen Titel auf Lebenszeit, so z. B. Captains der British Army.[7]
- Barristers.
- Bachelors of Divinity, Bachelors of Law und Bachelors of Physic.

Aus Höflichkeit wurde jeder Angehörige der Gentry mit dem Namenszusatz Esquire bezeichnet. Im Laufe des gesellschaftlichen Wandels und der stufenweisen Reduzierung der Adelsprivilegien im 19. und 20. Jahrhundert verwischte sich die Verwendung des Wortes Esquire als Standesauszeichnung allmählich. Die Verwendung des Esquire-Titel aus Höflichkeit wurde schließlich auf alle Männer ausgedehnt.
Bis heute wird der Titel in Großbritannien und Irland anstelle des „Mr“ – jedoch hinter dem Namen und meist zu esq. oder Esq. verkürzt – in offiziellen Dokumenten und formeller Korrespondenz – nicht jedoch in der persönlichen Anrede – verwendet (etwa John Smith, esq.). So erging etwa mit der Einsetzung des neuen Kabinetts der britischen Regierung vom Juli 2019 eine entsprechende Dienstanweisung an das Stabspersonal, den Begriff im Schriftverkehr zur Beschreibung von Männern zu verwenden, die sonst über keine Titel verfügen.

## Verwendung in den USA
In den USA tragen Juristen, die die Aufnahmeprüfung der Rechtsanwaltskammer (Bar examination) bestanden haben, üblicherweise das dem Namen nachgestellte „esq.“, wohingegen hauptamtliche Richter den vorangestellten Titel „Honorable“ tragen. Die Verwendung des Titels beruht auf Konvention, nicht auf formellen Regeln. Anders als im Vereinigten Königreich führen in den USA auch Juristinnen diesen Namenszusatz.